# Верхний, нижний, свитч (БДСМ)

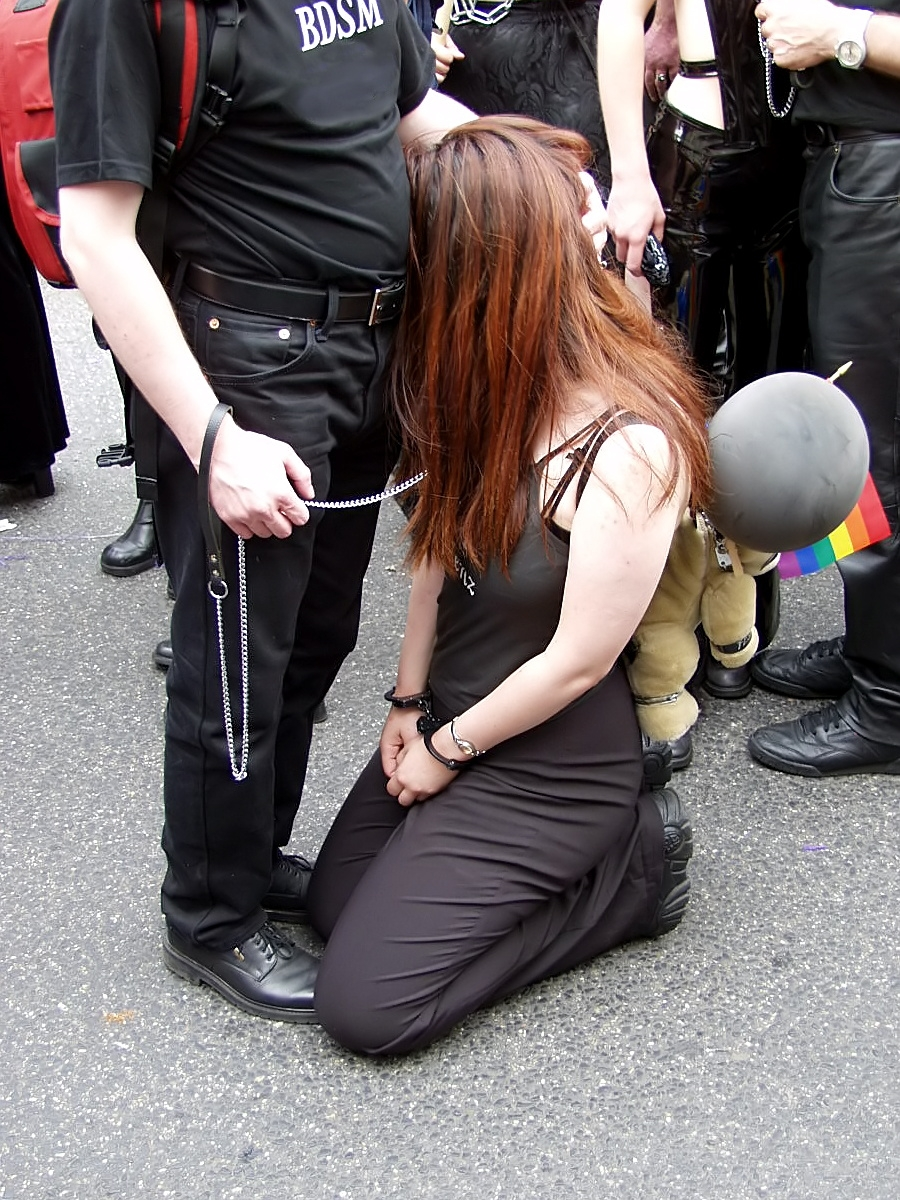
БДСМ-пара верхний-нижняя

В БДСМ-отношениях топ (верхний) и боттом (нижний) — общие обозначения для людей, предпочитающих в БДСМ роль ведущего или ведомого соответственно.
Термин боттом (нижний) происходит от более общего его значения, используемого в гей-сообществе для обозначения пассивного партнёра при анальном сексе.
Свитч — от англ. switch — это тот, кому нравится и подчиняться, и подчинять.

## Участники БДСМ-действий и БДСМ-отношений
Обозначение партнёров в СМ: садист и мазохист.
В ДС: доминант и сабмиссив.
Отдельного упоминания заслуживает такой подвид ДС отношений, как lifestyle (LS-D/s, ЛС-Д/с), основанный на полной передаче сабмиссивом прав в отношении себя доминанту на всё время отношений. Соответственно, партнёры в ЛС-Д/с: хозяин(господин) и раб.
Сабмиссив может быть подвергнут таким действиям, как: порка, порабощение и унижение; также может быть физически ограничен бондажем, что само по себе может причинить боль. Результатом этих практик может оказаться так называемый сабспейс.

## Пределы подчинения
Подчинение в БДСМ-отношениях редко бывает абсолютным: чаще оно является ограниченным определёнными пределами. Как правило, эти границы заранее обсуждаются и согласуются, чтобы верхний партнёр мог знать, какие его действия в отношении сабмиссива являются недопустимыми. Если во время «экшена» действия «верхнего» или доминанта близки к пределам допустимых или же выходят за их границы, «нижний» партнёр (сабмиссив) сообщает об этом при помощи стоп-слова.
В экстремальных формах БДСМ-отношений с согласия нижнего партнёра стоп-слово может не использоваться, хотя это довольно рискованно.